# Ретба
Озеро Ретба або Рожеве озеро (англ. Lake Retba) — мінеральне озеро рожевого кольору, що знаходиться у Сенегалі.  Розташоване воно приблизно за 20 км від столиці Сенегалу — Дакар і від найзахіднішої точки Африки — Зеленого Мису, а від Атлантичного океану його відокремює лише вузька смуга дюн. Вода в ньому стає незвичайного рожевого кольору протягом усього сухого сезону в Сенегалі, який триває з листопада по травень, причому колір змінюється залежно від кута сонця.
Незвичайний колір озера, який відображений в його назві, пов'язаний з наявністю у воді ціанобактерій виду Dunaliella salina, які і виробляють особливий пігмент. Впливає на відтінок і наявність корисних копалин на берегах озера, в основному хлору і мінералів.
Водоймище, що займає площу в 3 км², також характеризується великою солоністю, це дає змогу людям легко плавати по воді, як і у випадку з Мертвим морем. Вміст солі в літрі води тут оцінюється в 380—400 грамів.
Не дивно, що видобуток солі з Рожевого озера став одним з основних занять місцевих жителів, які проводять у ньому по кілька годин на день. Щоб захистити свою шкіру від шкідливого впливу води, вони змащують тіло особливою олією ши. Після вилучення з дна мулу, він промивається і просушується, в результаті на березі можна побачити безліч характерних соляних курганів.
Озеро Ретба приносить подвійний прибуток жителям Сенегалу — по-перше, це видобуток і продаж солі, а по-друге, завдяки своєму рожевому кольору, воно швидко стало популярною пам'яткою, яка приваблює туристів з усього світу.
Цікавим фактом є і те, що вздовж узбережжя Рожевого озера раніше проходив один з головних етапів знаменитого ралі Париж-Дакар, яке нині проводиться в Аргентині.